# Кайгородов Дмитро Євгенович
Кайгородов Дмитро́ Євге́нович (нар. 28 травня 1945, Магнітогорськ, СССР) — директор культурного центру «Кияночка», та директор театру «Молодий балет Києва», заслужений працівник культури України.

## Біографія
Дмитро Кайгородов розпочав трудову діяльність у 1979 році.
Гастролююча містами, новосибірська балетна трупа, в якій танцював Дмитро Кайгородов, приїхала до столиці України — Києва.
1985 році разом зі своєю дружиною Галиною Кайгородовою засновує культурний центр «Кияночка» при Київському будинку вчителя.
КЦ «Кияночка»— це багатоступенева система хореографічної освіти, у структуру якої входять: школа-дитячий садок, Школа мистецтв, Хореографічна Гімназія «Кияночка», Київський хореографічний коледж, позашкільне відділення, а також театр «Молодий балет Києва».
Творчим колективом КЦ «Кияночка» виховано більше 30-ті лауреатів міжнародних конкурсів класичного танцю. У активі нагороди — Гран-Прі, золоті, срібні, бронзові медалі, кубки, грамоти. Випускники школи стали провідними солістами національних та зарубіжних театрів.
Колектив гастролював у багатьох країнах світу: Франція, Італія, Греція, Іспанія, Німеччина, Австрія, Ліван, Польща, Китаї, Японія, Корея, Канада та країни Латинської Америки.
За вагомий внесок у виховання молодого покоління Дмитро Кайгородов був нагороджений медаллю А. С. Макаренка (1991 р.).
В 1998 році удостоєнний почесного звання «Заслужений працівник культури України». За видатні досягнення перед суспільством та вагомий особистий внесок у створення гідного міжнародного іміджу України Дмитро Кайгородов був нагороджений Орденською Відзнакою — «Суспільне Визнання» (2004 р.).
За багаторічну і плідну роботу у справі виховання учнівської та студентської молоді, вагомий внесок у розвиток хореографічного мистецтва та значні успіхи у формуванні духовності, моральної, художньо-естетичної культури молодих громадян України — нагороджений Почесною Грамотою Міністерства освіти України (2001 р.).
З 2005 року — відмінник освіти України.
В 2015 році нагороджений орденом «За заслуги» ІІІ ступеня.
Справа яку Дмитро Кайгородов започаткував спільно зі своєю дружиною успішно процвітає. Ця справа має вагомі досягнення, випускники школи Кайгородових стали провідними солістами Українських та зарубіжних театрів. Вони виконують головні ролі у:
- Націона́льна о́пера Украї́ни і́мені Тара́са Шевче́нка (Україна);
- Київський муніципальний академічний театр опери і балету для дітей та юнацтв (Україна);
- Пермский театр оперы и балета имени П. И. Чайковского (Росія);
- Зальцбурзький національний театр (Salzburger Landestheater. Австрія);
- Віденська Національна опера (Австрія);
- «Bejart Ballet Lausanne» (Швейцарія);
- «Caracalla Dance Theatre» (Ліван).

Вихованці:
- Віктор Іщук;
- Микита Сухоруков;
- Владислав Ромащенко;
- Наталя Домрачева;
- Ольга Кіф'як;
- Христина Шишпор;
- Ганна Янчук;
- Катерина Шалкіна;
- Оксана Стеценко;
- Ліна Володіна.

Нині Дмитро Кайгородов — директор культурного центру «Кияночка» та театру «Молодий балет Києва».